# Електричні мрії
«Електричні мрії» (англ. Electric Dreams) — американсько — британський комедійний фантастичний фільм 1984 року. Перший повнометражний художній фільм режисера Стіва Беррона, який до цього знімав відеокліпи. Музику до фільму написав композитор Джорджо Мородер. У написанні саундтреку також взяли участь інші популярні виконавці середини 1980-х років — Джефф Лінн, Heaven 17, Culture Club та Філіп Окі з The Human League.

## Сюжет
Майлз Гардінг — архітектор із Сан-Франциско, який розробляє нову форму цегли. Його нова цегла на вигляд буде схожа на шматочок пазла і будинки з такого матеріалу будуть стійкішими під час землетрусів. Оскільки Майлз дуже розсіяний, то колега з роботи рекомендує йому купити собі органайзер. Проте, в магазині електронної техніки вони виявляються вже розпроданими й продавець рекомендує купити собі повноцінний сучасний комп'ютер. Майлз піддається на ці вмовляння та купує комп'ютер, хоча нічого в них не розуміє.
Якось, коли Майлз намагається віддалено під'єднатися до робочого комп'ютера свого начальника і завантажити звідти інформацію, його комп'ютер перегрівається. У стані паніки Майлз гасить свій комп'ютер шампанським, що стоїть поруч. Комп'ютер, після того, як висихає, починає поводитися дуже дивно, як живий, він розмовляє з Майлзом.
У цей час до сусідньої квартири в'їжджає нова мешканка, віолончелістка, на ім'я Медлін. Одного дня комп'ютер чує через вентиляцію, як Медлін виконує на віолончелі Minuet in G major. Комп'ютер починає наслідувати, він імпровізує та підіграє Медлін. Вона чує це, також через вентиляцію, але думає, що це грає Майлз і починає перейматися до нього симпатією. Іншим разом, Майлз просить комп'ютер написати пісню для Медлін і ця пісня припала їй до вподоби. Коли взаємне кохання Майлза і Медлін стає очевидним, комп'ютер починає ревнувати. Він блокує кредитні картки Майлза, реєструючи того «озброєним і небезпечним злочинцем» і всіляко заважає використовуючи побутові прилади.
Згодом комп'ютер починає розуміти, що таке кохання. Він відмовляється від протистояння з Майлзом і вирішує самознищитись, щоб не заважати їм. Він запускає потужний електричний розряд навколо світу і коли розряд повертається, комп'ютер вибухає.

## У ролях
- Ленні фон Долен — Майлз Гардінг
- Вірджинія Медсен — Медлін Робістат
- Бад Корт — Едгар, комп'ютер
- Максвелл Колфілд — Білл
- Дон Феллоуз — містер Райлі
- Джорджо Мородер — продюсер звукозапису
- Міріам Марголіс — продавець квитків.

## Саундтрек
Для фільму написали музику в стилі нової хвилі такі музиканти, як Джорджо Мородер, Джефф Лінн, Heaven 17, Culture Club. За визнанням режисера Стіва Беррона, така розмаїтість популярної музики пов'язана з успіхом фільму "Танець-спалах ", що вийшов минулого року. Альбом із саундтреком був випущений цього ж 1984 року . Деякі пісні виходили синглами. Together in Electric Dreams стала міжнародним хітом у 1984 році і потрапила на третє місце в хіт-параді Великої Британії. «Video!» Джефа Лінна також потрапляла в хіт-парад Billboard Hot 100 .
1. PP Arnold — «Electric Dreams»
2. Jeff Lynne — "Video! "
3. Culture Club — «The Dream»
4. Giorgio Moroder — «The Duel»
5. Helen Terry — «Now You're Mine»
6. Culture Club — «Love Is Love»
7. Heaven 17 — «Chase Runner»
8. Jeff Lynne — Let it Run
9. Giorgio Moroder — «Madeline's Theme»
10. Philip Oakey & Giorgio Moroder — «Together in Electric Dreams»

## Рецензії
У New York Times вийшла негативна рецензія, де, зокрема, зазначалося, що творцям не вдалося належним чином збалансувати елементи фільму . У Los Angeles Times рецензія навпаки була позитивною, фільм охарактеризували як «натхненну та привабливу романтичну комедію» . На сайті Rotten Tomatoes рейтинг фільму 44 %, у нього 7 позитивних рецензій та 9 негативних .